# Bắc Bahr el Ghazal
Bắc Bahr el Ghazal (tiếng Ả Rập: شمال بحر الغزال; chuyển tự: Šamāl Baḥr al-Ğazāl) là một trong 10 bang của Nam Sudan, giáp biên giới với các vùng Nam Darfur và Nam Kurdufan của Sudan. Bang này có diện tích 30.543 km² và thuộc vùng Bahr el Ghazal. Bang này giáp Nam Darfur về phía bắc, Tây Bahr el Ghazal về phía tây và phía nam và giáp Warab và Abyei về phía đông. Aweil là thủ phủ bang. Bắc Bahr el Ghazal được cắt từ Sudan vào Cộng hòa Nam Sudan ngày 9 tháng 7 năm 2011.